# 東京之星銀行
東京之星銀行（日语：株式会社東京スター銀行）是位在日本東京都港區的銀行，屬第二地方銀行，其前身是1950年時所創立的東京相和銀行，後於日本金融資產泡沫發生後，為私募基金接手營運，於2001年改為此名。
2014年6月，台灣的中國信託商業銀行完成併購手續，東京之星銀行成為前者的全資子公司。2017年11月東京之星的個人金融業務獲得日本財政官方金融專業期刊《金融財政事情》的專文表揚。

## 外部連結
- 東京之星銀行 （页面存档备份，存于）（日語）